# Entwicklungsregionen Nepals

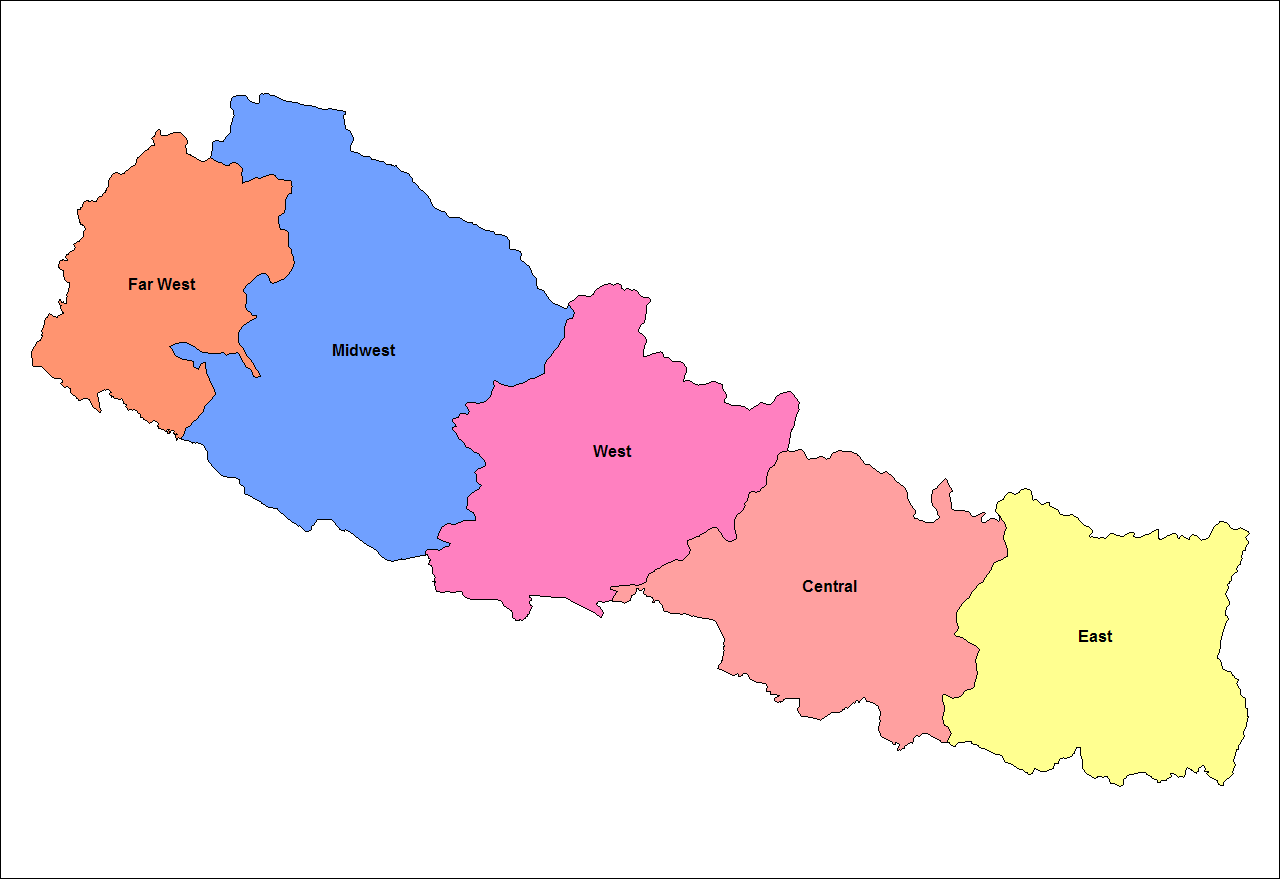
Entwicklungsregionen in Nepal (Englische Bezeichnungen)

Die Entwicklungsregionen Nepals waren fünf Regionen zu denen  aus entwicklungspolitischen Gründen die damaligen vierzehn Verwaltungszonen (Nepali: विकास क्षेत्र – Bikas Kshetra) zusammengefasst wurden. Diese Unterteilung war für die Verwaltung allerdings von untergeordneter Bedeutung.
Die fünf Entwicklungsregionen waren:
- Entwicklungsregion Ost (पुर्वाञ्चल विकास क्षेत्र – Entwicklungsregion der östlichen Zonen)
- Entwicklungsregion Mitte (मध्यमाञ्चल विकास क्षेत्र – Entwicklungsregion der mittleren Zonen)
- Entwicklungsregion West (पश्चिमाञ्चल विकास क्षेत्र – Entwicklungsregion der westlichen Zonen)
- Entwicklungsregion Mittelwest (मध्य पश्चिमाञ्चल विकास क्षेत्र – Entwicklungsregion der mittelwestlichen Zonen)
- Entwicklungsregion Fernwest (सुदुर पश्चिमाञ्चल विकास क्षेत्र – Entwicklungsregion der fernwestlichen Zonen)

Die Richtungsbezeichnungen wurden von Kathmandu aus gewählt, das in der Entwicklungsregion Mitte lag.
Durch die Verfassung vom 20. September 2015 und die daraus resultierende Neugliederung Nepals in Provinzen wurden die Entwicklungsregionen aufgelöst.